# 国鉄7700形蒸気機関車
7700形は、かつて日本国有鉄道の前身である鉄道作業局・鉄道院・鉄道省に在籍したテンダ式蒸気機関車である。

## 概要
元はイギリスのベイヤー・ピーコック社で、鉄道作業局が1894年（明治27年）に12両（製造番号3585 - 3596）、1903年（明治36年）に北海道鉄道が2両（製造番号3498，3499）を製造した車軸配置2-6-0(1C)形で2気筒単式のテンダ機関車である。
鉄道作業局のものの当初の形式はAG形、番号は148 - 159で、後にE4形（番号不変）と称した。私鉄国有化を受けて1909年（明治42年）に実施された鉄道院の車両形式称号規程では、7700形（7700 - 7711）に改番された。
北海道鉄道のものは、C1形（9，10）と称し、国有化後の改番では鉄道作業局のものの続番（7712，7713）が付与されている。
両者は、同じメーカーの製造による同じ車軸配置をもつほぼ同クラスの機関車であるという以外、形態的には大きく異なっており、同じ7700形にまとめてしまったのは、かなり乱暴な措置であったといえる。

## 鉄道作業局E4形

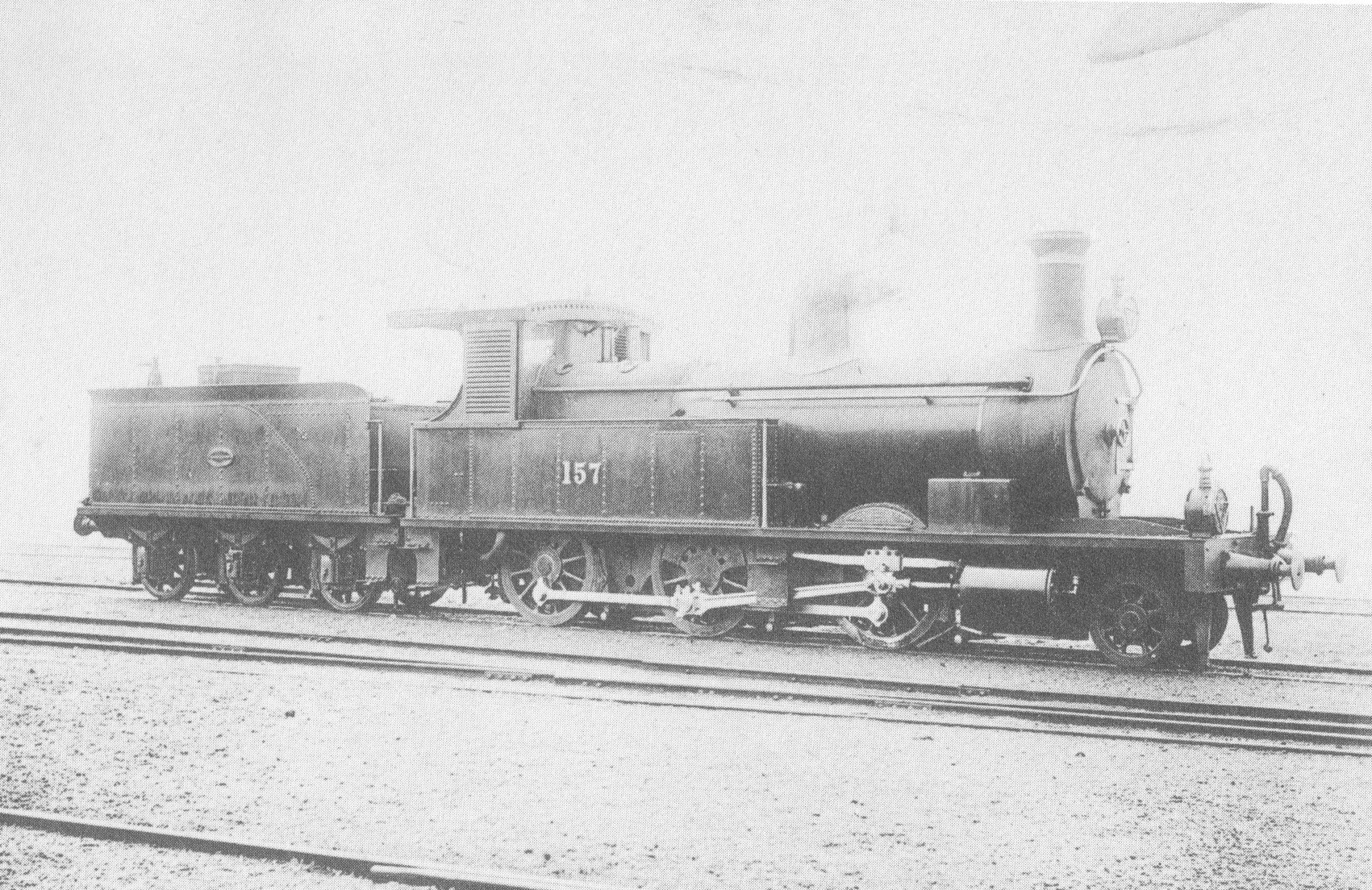
鉄道作業局157（鉄道院7709）

この機関車は、勾配線区用として製造されたもので、テンダ機関車でありながら粘着重量の増加を図るため、機関車部分に側水槽を設けているのが特徴である。また、ボイラーの火室は広火室式のベルペヤ火室を採用している。歩み板は前端梁から一直線に通されており、運転室もイギリス様式の開放的なものである。煙室は短くボイラーの第2缶胴上に蒸気ドーム、火室上に安全弁を設置しており、煙室も短い。炭水車は、同時期に導入された5500形と同じもので、台車は3軸固定式である。
製造時、砂箱は煙室の横、シリンダの真上に設置されたため、弁装置はアメリカ型スチーブンソン式に見えるが、イギリス様式の基本型である。砂箱は位置的に使い勝手が良くなかったのか、早期に後方へ移設されていた。
使用線区は、東海道線の箱根越えや逢坂山越えの勾配区間で、後に信越線、磐越線に移った。信越線のものは1915年（大正4年）、ボイラー上に容量0.5m3の重油タンクを設置して、重油併燃方式となっていた。廃車は、全車1927年（昭和2年）で、民間に払い下げられたもの、保存されたものはない。

### 主要諸元
- 全長 : 14,326mm
- 全高 : 3,658mm
- 全幅 : 2,299mm
- 軌間 : 1,067mm
- 車軸配置 : 2-6-0(1C)
- 動輪直径 : 1,219mm
- 弁装置 : スチーブンソン式基本型
- シリンダー（直径×行程） : 432mm×559mm
- ボイラー圧力 : 11.3kg/m2
- 火格子面積 : 1.49m2
- 全伝熱面積 : 91.2m2
  - 煙管蒸発伝熱面積 : 83.8m2
  - 火室蒸発伝熱面積 : 7.4m2
- ボイラー水容量 : 3.3m3
- 小煙管（直径×長サ×数） : 45mm×3,370mm×178本
- 機関車運転整備重量 : 38.61t
- 機関車空車重量 : 31.30t
- 機関車動輪上重量（運転整備時） : 34.15t
- 機関車動輪軸重（第1動輪上） : 9.08t
- 炭水車重量（運転整備） : 20.83t
- 炭水車重量（空車） : 10.69t
- 水タンク容量 : 11.1m3
- 燃料積載量 : 3.43t
- 機関車性能
  - シリンダ引張力 : 8,150kg
- ブレーキ装置 : 手ブレーキ、真空ブレーキ

## 北海道鉄道C1形
北海道鉄道のものは、固定軸距や動輪直径、シリンダなど基本的な寸法は類似するものの、形態は大きく異なる。まず、目立つのは側水槽を持たないことで、煙室も作業局のものより508mm延長された。また、弁装置も近代的なワルシャート式となっている。炭水車も片ボギー式の3軸型で、作業局のものと同程度の水槽容量を確保するため、炭水車の水槽が深くなり、やや大型となった。
当初配置は黒松内で、国有化後は札幌、野付牛に移った。晩年は、旧作業局の同形式車と合流し、磐越線で使用された。廃車は7713が1925年（大正14年）、7712が1927年である。

### 主要諸元
- 全長 : 14,935mm
- 全高 : 3,810mm
- 全幅 : 2,438mm
- 軌間 : 1,067mm
- 車軸配置 : 2-6-0(1C)
- 動輪直径 : 1,219mm
- 弁装置 : ワルシャート式
- シリンダー（直径×行程） : 432mm×559mm
- ボイラー圧力 : 11.3kg/m2
- 火格子面積 : 1.42m2
- 全伝熱面積 : 95.7m2
  - 煙管蒸発伝熱面積 : 87.5m2
  - 火室蒸発伝熱面積 : 8.2m2
- ボイラー水容量 : 3.1m3
- 小煙管（直径×長サ×数） : 45mm×3,362mm×185本
- 機関車運転整備重量 : 39.75t
- 機関車空車重量 : 36.05t
- 機関車動輪上重量（運転整備時） : 34.27t
- 機関車動輪軸重（第2動輪上） : 12.10t
- 炭水車重量（運転整備） : 28.12t
- 炭水車重量（空車） : 13.49t
- 水タンク容量 : 11.3m3
- 燃料積載量 : 3.3t
- 機関車性能
  - シリンダ引張力 : 8,150kg
- ブレーキ装置 : 手ブレーキ、蒸気ブレーキ